# Politiewet 2012
De Politiewet 2012 is een Nederlandse wet die op 1 januari 2013 in werking trad en de Politiewet 1993 verving. De wet regelt de organisatie en het beheer van de politie in Nederland, en voorziet daarbij in het nationaal politiekorps.

## Totstandkoming
De Tweede Kamer nam in december 2011 het voorstel voor de Politiewet 2012 van de minister van Veiligheid en Justitie Ivo Opstelten unaniem aan. De Eerste Kamer volgde in juli 2012. Vanuit de politiebonden was echter vooral veel kritiek te horen.

### Reacties politiebonden op de invoering van de Nationale Politie
Bij de politiebonden is de invoering van de Nationale Politie vooral met kritiek ontvangen. Het overleg dat er tussen die bonden en onder meer minister Opstelten is geweest over de realisatieplannen, heeft de kritiek vanuit de werkvloer niet kunnen wegnemen. Zo vindt Politievakbond ACP dat er wordt geredeneerd vanuit het beschikbare budget in plaats van het werk op straat en achter het bureau. Er is ook veel zorg over de cao's en de sociale gevolgen van de grootscheepse reorganisaties alsmede de communicatie hierover, wat bonden heeft doen weglopen bij overleg.

## Taak politie
Artikel 3 bepaalt:
De politie heeft tot taak in ondergeschiktheid aan het bevoegd gezag en in overeenstemming met de geldende rechtsregels te zorgen voor de daadwerkelijke handhaving van de rechtsorde en het verlenen van hulp aan hen die deze behoeven.